# Empresa tecnológica

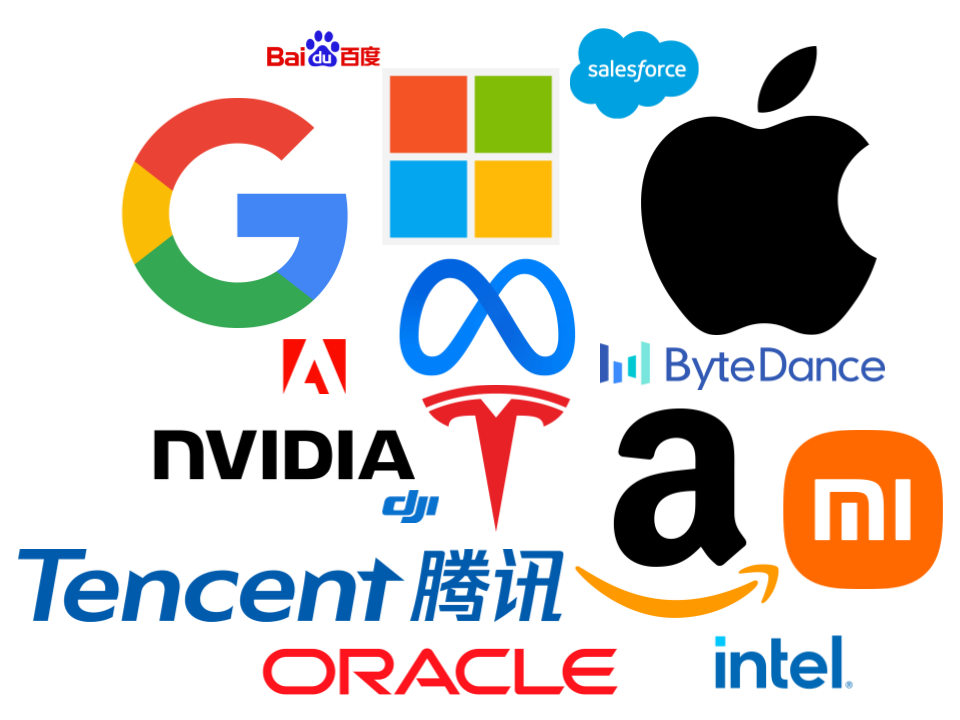
Los logotipos de algunas de las principales marcas tecnológicas.

Una empresa de base tecnológica (EBT), comúnmente conocida como empresa tecnológica o sencillamente tecnológica, es aquella entidad mercantil que basa su actividad en las aplicaciones de las nuevas tecnologías y/o las ciencias aplicadas para la generación o perfeccionamiento de productos, procesos o servicios. En el caso de las ciencias aplicadas, muchas veces este tipo de empresas surge de las universidades y organismos públicos de I+D, en cuyo caso se denominan generalmente spin-off.

## Descripción

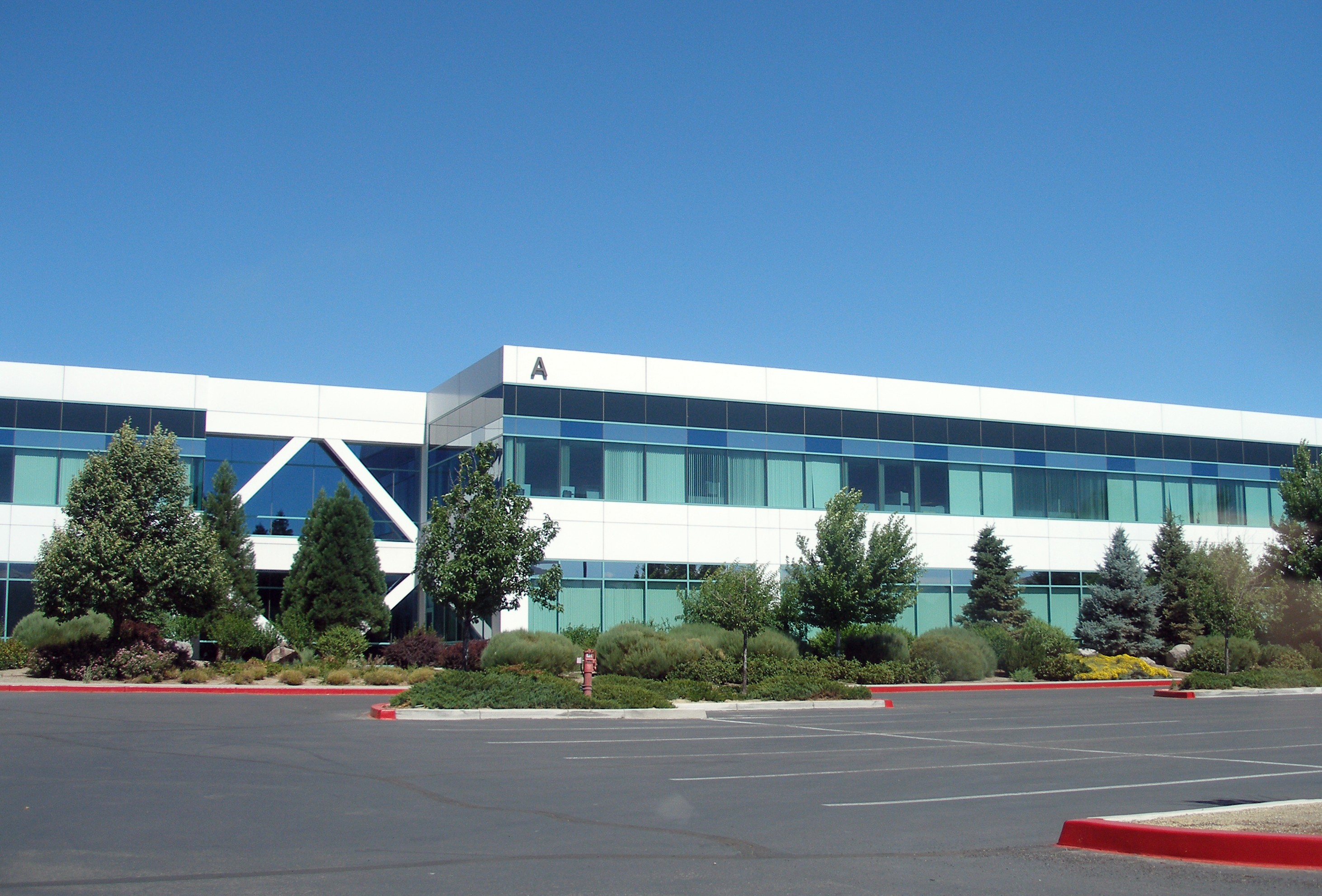
Sede de IGT en Reno, Estados Unidos. Muchas EBT comparten un diseño similar de sus oficinas.

### Definición académica
No hay una única definición de lo que es una empresa de base tecnológica. Según la aceptación de la Escuela de Organización Industrial, se trata generalmente de aquella en la que el dominio de la tecnología es el elemento básico de la estrategia. La definición de lo que constituye una EBT es importante en el contexto de financiación y apoyo de las autoridades y entidades públicas, ya que en muchos casos la supervivencia de una nueva EBT depende de distintas subvenciones. Por otro lado, en el caso de los fondos de inversión privados, y sobre todo los inversores ángeles, su apoyo financiero no depende necesariamente de una definición concreta.
Según el CPAN, el más estricto sentido del término (empleado en el mundo académico) sugiere que una empresa de base tecnológica se plantea como una nueva vía para la transferencia y comercialización de los resultados de investigación, aporta beneficios tanto a los investigadores que la plantean como a la sociedad en general, y que debe en todo caso tener las siguientes características: una fuerte base tecnológica, alta carga de innovación, productos o servicios nuevos en el mercado e interacción con profesorado o alumnos de doctorado.

### Acepción común

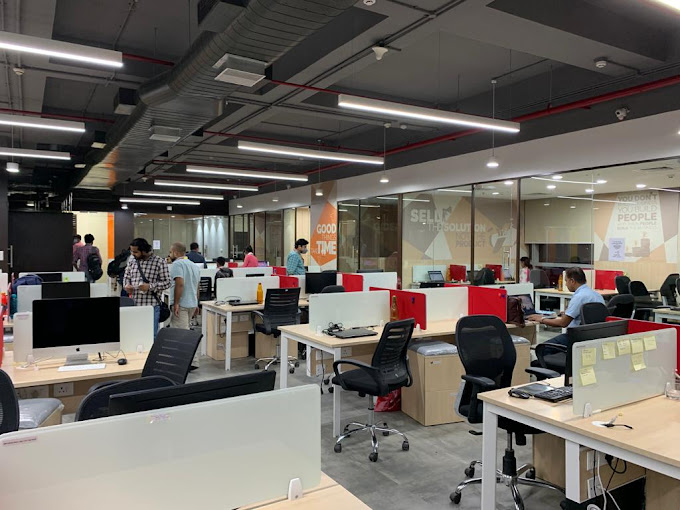
El espacio interior de las tecnológicas de internet suele ser diáfano y contar con las últimas tecnologías.

El mundo de la empresa, sin embargo (y la acepción más común en general), ofrece un punto de vista más amplio, refiriéndose a cualquier empresa cuyos principales productos o servicios son de base tecnológica. Esta interpretación incluye a las multinacionales de la informática y las telecomunicaciones, como Apple, Microsoft, Intel o Huawei; los fabricantes de productos tecnológicos, como la automatización de procesos, vehículos autónomos, robótica, domótica y similares; y empresas dedicadas al desarrollo de software, SaaS, plataformas de comercio electrónico, o aplicaciones web y móviles; entre otras. Muchas veces, también las empresas que ofrecen servicios basados en estos productos, como los proveedores de internet y de seguridad informática y las agencias digitales, se incluyen en esta definición.
La cantidad de empresas tecnológicas en el mercado actual, como también la seguridad económica que ofrecen a sus empleados, son el principal motivo por el alto interés de los jóvenes por carreras universitarias en los campos de la informática, la ingeniería y las ciencias.

### Startup
El término startup en español suele referirse a cualquier empresa emergente; sin embargo, en la jerga popular y profesional hace referencia a las empresas de base tecnológica, muchas veces de pequeño tamaño, normalmente de nueva creación, aunque no siempre (existen startups que lo son durante años, beneficiándose de fondos que en distintos países son reservados a empresas de estas características).
De hecho, la definición de la Real Academia Española de las startup las liga con el mundo tecnológico: «Empresa de reciente creación y de base tecnológica». Esta definición concuerda con la contemplada en España en la Ley 14/2013, de 27 de septiembre, de apoyo a los emprendedores y su internacionalización.
Debido al atractivo del mercado tecnológico, la gama de posibilidades y la alta competencia, muchas EBT empiezan su recorrido en una incubadora de empresas, muchas veces con el objetivo de un futuro exit – su venta a multinacionales o fondos tecnológicos.

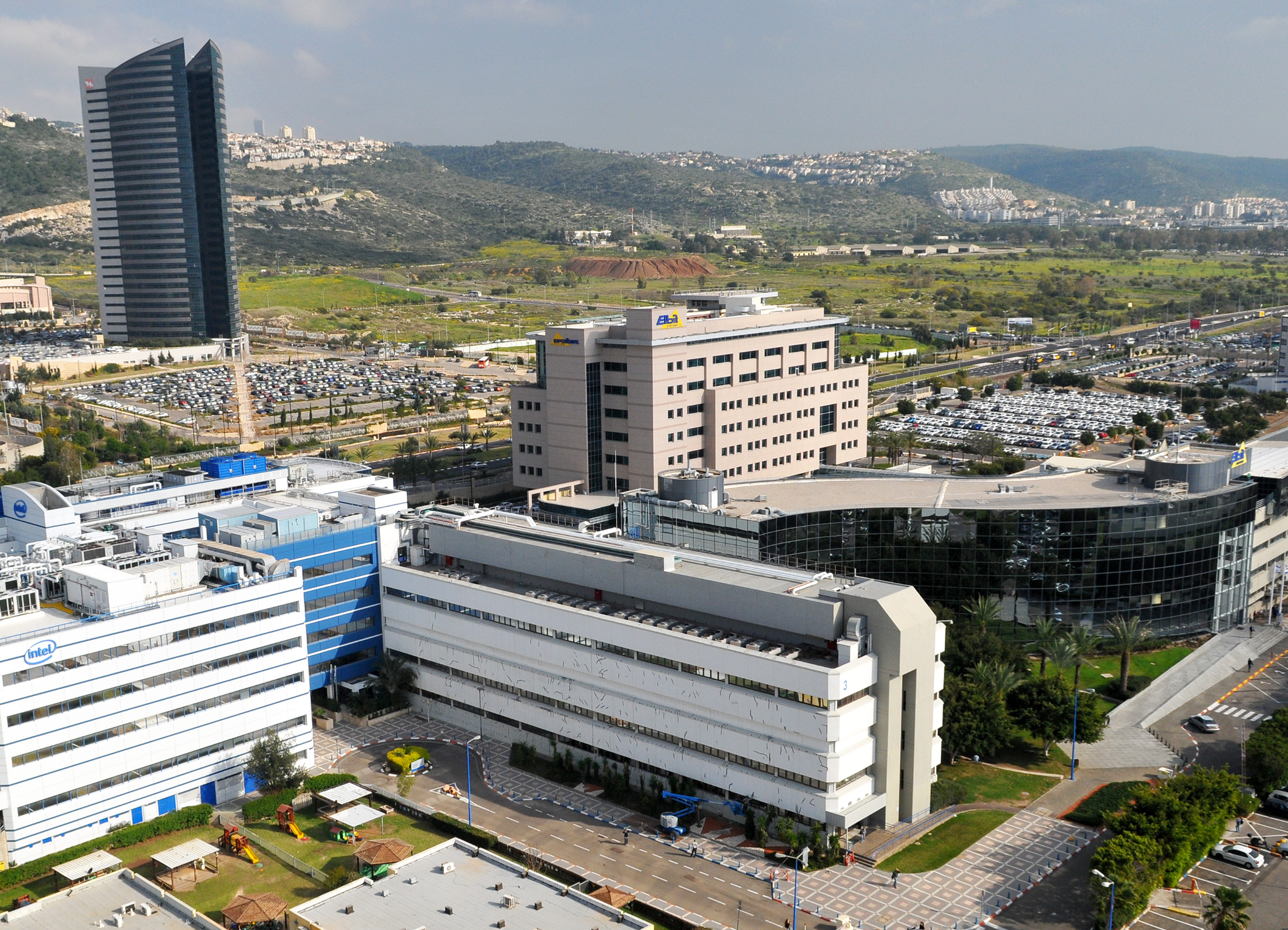
El parque tecnológico Matam, en Haifa (Israel)

## Áreas y parques tecnológicos
Para facilitar el acceso a servicios y recursos compartidos por este tipo de empresas, se han formado en las últimas décadas áreas que agrupan las sedes, instalaciones, plantas de fabricación, oficinas regionales, etc. en zonas específicamente diseñadas a este fin. Estas zonas, llamadas parques tecnológicos o ciudades tecnológicas (las de mayor extensión), suelen desarrollarse a las afueras de las grandes urbes, y en la actualidad cuentan con la mayor concentración de empresas tecnológicas por superficie. Cuando incorporan también entidades universitarias y de investigación académica, suelen definirse como parques científicos. Para facilitar el intercambio de información y acceso de estudiantes a puestos de trabajo, algunas universidades tienen los edificios de sus facultades tecnológicas, o al menos sus instalaciones de investigación, en un parque científico. El ejemplo más destacado de una ciudad tecnológica es Silicon Valley, en la bahía de San Francisco, Estados Unidos, en cuyo desarrollo tuvo un papel importante la Universidad Stanford (que tiene su propio campus tecnológico en este lugar, llamado en su día «el motor del Silicon Valley»).

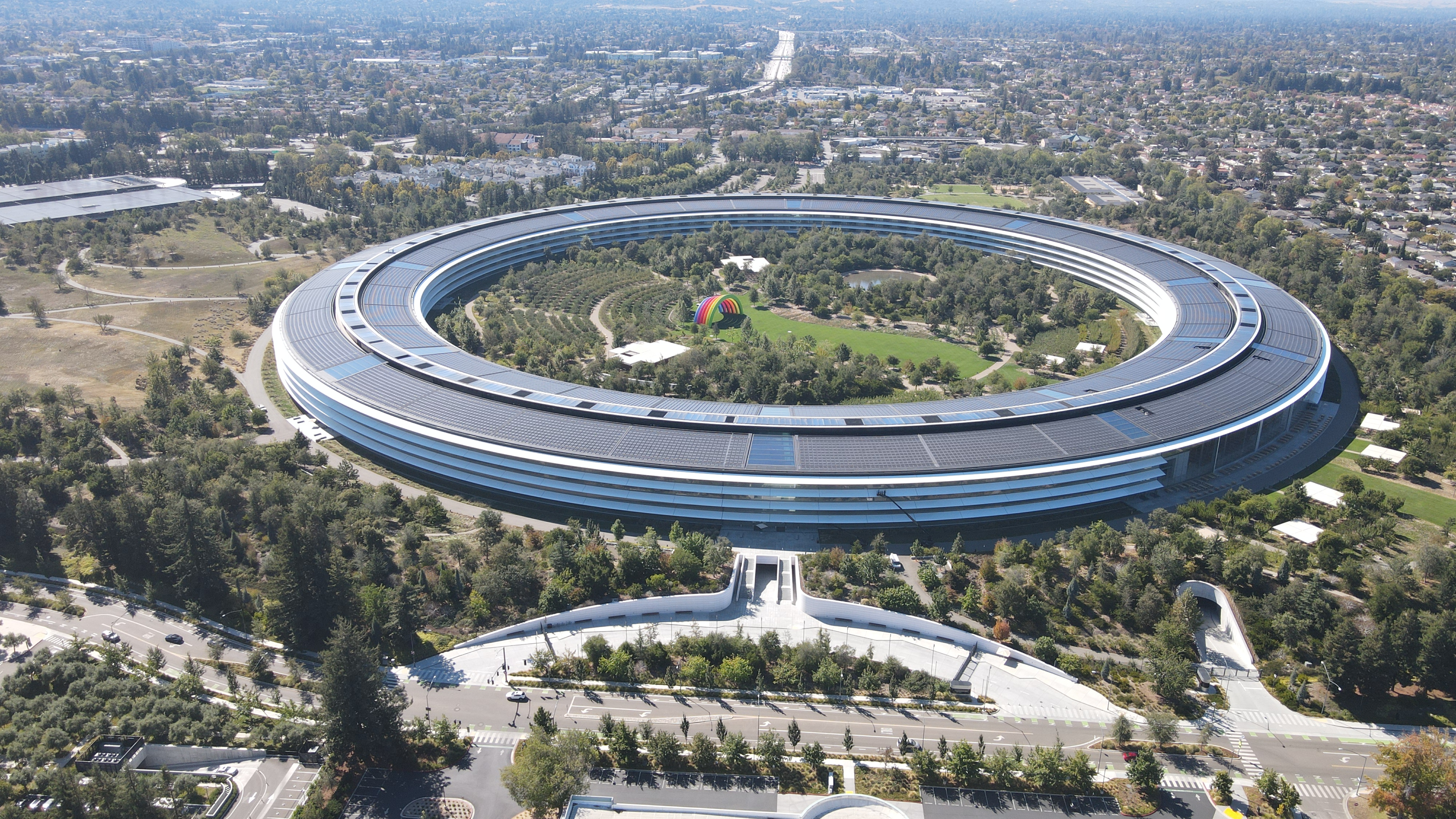
Apple Park, en Silicon Valley, Bahía de San Francisco

## Cotización en bolsa y financiación
En el momento del auge de las nuevas economías entre 1997 y 2001 (la llamada ‘burbuja puntocom’), el término de «empresas tecnológicas exitosas» se circunscribía al entorno bursátil, donde cotizaban empresas relativamente jóvenes y de rápido crecimiento (JTU por sus siglas en inglés), que se desarrollaban en los sectores de la electrónica, la tecnología de la información y la biotecnología, los tres sectores que se afirmaba que tenían perspectivas de crecimiento particularmente (y desproporcionadamente) altas. Es cuando surge el acrónimo TMT para ‘tecnología, medios y telecomunicaciones’.
Las expectativas excesivas llevaron a la burbuja TMT (o ‘puntocom’), cuyo estallido llevó a algunas bolsas de valores, como la estadounidense y la alemana, a introducir nuevos índices bursátiles para las acciones tecnológicas, entendiendo que requieren otro tipo de trato y regulación. En Alemania se creó el índice bursátil TecDAX (que incluye los 30 mayores valores tecnológicos por debajo del DAX en términos de capitalización bursátil y volumen de negocios en la Bolsa de Fráncfort), mientras que en Estados Unidos, fue la NASDAQ, que mediante índices ya existentes (como el NASDAQ-100 o el Nasdaq Composite) se convirtió en la bolsa tecnológica por antonomasia (aunque existen otras bolsas estadounidenses en las que cotizan empresas tecnológicas).
La estructura de costos de las empresas productoras de tecnología se caracteriza por los altos costos de I+D debida a la alta intensidad de investigación para quedarse al día (o adelantarse) en un mercado en constante desarrollo. Dado que estos costos deben prefinanciarse primero con el flujo de caja de los productos ya existentes que están a la venta, la cartera de productos está sujeta a subsidios cruzados hasta el momento en el que los nuevos productos salen a venta y generan ingresos. Patentar nuevos productos crea activos intangibles que aumentan el valor de la empresa. Una cartera de productos estable garantiza que el desarrollo de nuevos productos estén listos para el mercado tan pronto finalice el ciclo de vida de los productos de descontinuados. Las empresas de tecnología suelen tener una alta intensidad de capital, ya que operan en un mercado en crecimiento, aspirando a un crecimiento del valor de las acciones con cada estreno.
A 2023, los sectores económicos con mayor inversión externa en las empresas tecnológicas son la ingeniería biológica (especialmente la vegetal), la biotecnología, la tecnología informática, la ingeniería genética, la tecnología de la información, las telecomunicaciones, la tecnología de software, la inteligencia artificial, la tecnología alimentaria, la ingeniería mecánica, la tecnología médica, la multimedia, la industria farmacéutica y la tecnología medioambiental.